# Douglas Melville
Douglas McKenzie Melville (ur. 17 lutego 1928 w Johannesburgu) – południowoafrykański piłkarz wodny, uczestnik Igrzysk Olimpijskich 1952, na których wystąpił w pięciu meczach.